# مدیر محصول
مدیر محصول ناظر بر چشم‌انداز محصول از بالاترین سطوح مدیریت اجرایی تا تیم‌های توسعه و پیاده‌سازی است. از مدیر محصول غالباً با عنوان «مدیر عامل اجرایی» آن محصول یاد می‌شود. مدیر محصول وظیفهٔ تحقیق، گزینش و رانش فرایند توسعهٔ محصول در یک سازمان را بر عهده دارد.
مدیر محصول باید موارد متعددی از جمله بازار هدف، رقبا و میزان تطابق محصول با مدل کسب و کار سازمان را در نظر داشته باشد. به طور کلی، یک مدیر محصول مدیریت یک یا چند محصول ملموس را بر عهده دارد؛ هرچند از این عبارت می‌توان برای توصیف شخصی که محصولی غیر ملموس نظیر موسیقی، اطلاعات و خدمات را مدیریت می‌کند نیز استفاده نمود.
تفاسیر گوناگونی از نقش مدیر محصول وجود دارد. عنوان مدیر محصول بعضاً در توصیف وظایف و مسئولیت‌هایی استفاده می‌شود که تفاوت‌های زیادی با هم دارند. حتی در صنایع با فناوری پیشرفته که مدیریت محصول تعریف بهتر و دقیق‌تری دارد، توصیف شغل مدیر محصول در بین سازمان‌های مختلف تفاوت‌های چشم‌گیری دارد. دلیل این تفاوت، تفاسیر حسی و سنتی توسط افراد متفاوت است.
در یک صنعت خدمات مالی (بانک‌داری، بیمه و …)، مدیر محصول وظیفهٔ مدیریت محصول (نظیر کارت اعتباری)، بررسی سود و زیان و تعیین راهبرد توسعهٔ کسب و کار را بر عهده دارد.
در برخی سازمان‌ها مدیر محصول فعالیت‌های زیر را نیز انجام می‌دهد:
- مدیریت بازار محصول
- مدیریت پروژه
- مدیریت برنامه
- مالکیت محصول
- مدیریت فنی محصول
- طراحی محصول

چشم مدیر عامل به دست مدیر محصول است که در جلسات تصمیم گیری با خود چه آورده که منجر به تصمیم سازی گردد.
مدیر محصول در صنعت لوازم خانگی نقش بسیار مهمی از خلق ایده تا خلق تجربه برای مصرف کننده و جلب رضایت او را به عهده دارد.

## مدیریت محصول در فرایند توسعهٔ نرم‌افزار
نقش مدیر محصول در واقع به این خاطر به وجود آمد که بتوان پیچیدگی خطوط محصول یک کسب و کار را مدیریت کرد، هم‌چنین حصول اطمینان از این که این محصولات سودده هستند. مدیران محصول ممکن است پیش‌زمینه‌های متفاوتی داشته باشند، چون مهارت‌های اصلی آن‌ها شامل ارتباط خوب با مشتریان و فهم مشکلاتی است که محصول به هدف حل آن‌ها به وجود آمده است.
مدیر محصول مسئول سازمان‌دهی فعالیت‌های مختلفی است که در راستای حصول اطمینان از تحویل محصول مد نظر کاربر انجام می‌شوند. نقش مدیر یک محصول نرم‌افزاری در طول چرخهٔ حیات محصول تغییر می‌کند. در ابتدای فرایند توسعه به دنبال یافتن نیازمندی‌ها است، در حالی که در ادامه تمرکز وی بر آزمون پذیرش محصول است. در طول تمامی مراحل، مدیر محصول نیازمندی‌های کاربر نهایی را مشخص می‌کند، تمایل و گرایش بازار و رقبا را می‌سنجد و با استفاده از این اطلاعات مشخص می‌کند که چه ویژگی‌هایی باید در محصول وجود داشته باشد. برای مثال مدیر محصول می‌تواند تصمیم بگیرد که یک ویژگی مورد نیاز است چون کاربران به دنبال آن هستند یا داشتن آن برای باقی ماندن در بازار رقابتی لازم است. مدیر محصول به منظور تسهیل فرایند تصمیم‌گیری می‌تواند چشم‌انداز یا چارچوبی کلی برای محصول ترسیم کند. مدیر محصول باید یک فضای همکاری منسجم و متمرکز بین همهٔ اعضای تیم به منظور جلو راندن محصول برقرار کند. می‌توان گفت مدیر محصول در نقطهٔ تقاطع کسب و کار، طراحی و فناوری قرار گرفته است.
وظایف روزانهٔ مدیر محصول در یک محیط توسعه نرم‌افزاری چابک شامل ایجاد و اولویت‌بندی کارهایی است که باید توسط تیم توسعه انجام شود. این کارها اغلب با اتکا بر داستان‌های کاربر ساخته می‌شود که روایتی توصیفی و کوتاه از ویژگی‌ها و وظایف محصول است. جزئیات نحوهٔ پیاده‌سازی این ویژگی‌های بر عهدهٔ تیم طراحی و توسعه است. وظیفهٔ مدیر محصول در پایان یک چرخهٔ توسعه، تأیید انجام کارها است. تنها پس از تأیید وی، کار بر روی آن ویژگی رسماً خاتمه می‌یابد.
به طور کلی می‌توان وظایف مدیر محصول را در دو بخش کشف و ارائه دید. خروجی بخش کشف که از طریق  پرس‌و جو از کاربر، جست و جو در بازار، بررسی رقبا، جلسه با سهام‌داران محصول و… حاصل می‌گردد، تعدادی فرضیات خواهد بود. فرایند ذکر شده تا حد بسیاری در قالب مهندسی نیازمندی می‌گنجد. این فرضیات پس از تست اولیه مبدا به وجود آمدن تعدادی تسک می‌باشند. هدف از گام ارائه، ساختن، سنجش و پخش محصول و یا بخشی از آن می‌باشد. در این بخش روشگان‌هایی چون چابک، چارچوب‌هایی چون اسکرام و همچنین مباحث تست نرم‌افزار به میان می‌آیند. لازم است که برای تسک‌ها تعریف پایان و ملاک پذیرش تعریف نماییم تا همه افراد دخیل به تعریفی یکتا و شفاف از به پایان رسیدن تسک برسند. از مصداق‌های این دو می‌توان به انجام عملی خاص توسط کاربر، رسیدن مقادیر کمی یک متریک به حدی خاص و… اشاره کرد. 
ساندار پیچای (مدیر عامل گوگل)، مریسا مایر (مدیر عامل یاهو!)، پرمال‌شاه (رئیس kiva.org)، رید هافمن (بنیان‌گذار لینکدین) و کوین سیستروم (بنیان‌گذار اینستاگرام) از جمله افراد مشهوری هستند که نفش مدیر محصول در یک شرکت نرم‌افزاری را داشته‌اند.
نیاز به یک نقش جداگانه برای مدیر محصول وابسته به اندازه سازمان است. در سازمان‌های کوچک‌تر مدیر عامل می‌تواند نقش مدیر محصول را هم ایفا نماید. 